# Tibni
Titre
Prétendant au trône d'Israël
-876 ou -885 – -871 ou -880
(≈ 5 ans)
Tibni (hébreu : תִּבְנִי Ṯiḇnî) était un prétendant au trône d'Israël et le fils de Ginath.